# Protoblastenia
Protoblastenia (Zahlbr.) J. Steiner (kulistka) – rodzaj grzybów z rodziny łuszczakowatych (Psoraceae). Ze względu na współżycie z glonami zaliczany jest do grupy porostów.

## Systematyka i nazewnictwo
Pozycja w klasyfikacji według Index Fungorum: Psoraceae, Lecanorales, Lecanoromycetidae, Lecanoromycetes, Pezizomycotina, Ascomycota, Fungi.
Synonimy nazwy naukowej: Blastenia sect. Protoblastenia Zahlbr., Blasteniomyces Cif. & Tomas., Oolithinia M. Choisy & Werner.
Nazwa polska według W. Fałtynowicza.

## Gatunki występujące w Polsce
- Protoblastenia aurata Poelt & Vězda 1969[4] – kulistka złocista
- Protoblastenia calva (Dicks.) Zahlbr. 1930 – kulistka pełna
- Protoblastenia cyclospora (Hepp ex Körb.) Poelt 1975 – kulistka okrągława
- Protoblastenia incrustans (DC.) J. Steiner 1915 – kulistka inkrustowana
- Protoblastenia rupestris (Scop.) J. Steiner 1911 – kulistka skalna
- Protoblastenia siebenhaariana (Körb.) J. Steiner 1911 – kulistka Siebenhaara
- Protoblastenia szaferi J. Nowak 1974[4] – kulistka Szafera
- Protoblastenia terricola (Anzi) Lynge 1928[4] – kulistka ziemna

Nazwy naukowe na podstawie Index Fungorum. Nazwy polskie według W. Fałtynowicza.